# Amygdalum sagittatum
Amygdalum sagittatum is een tweekleppigensoort uit de familie van de Mytilidae. De wetenschappelijke naam van de soort is voor het eerst geldig gepubliceerd in 1935 door Rehder.